# Klas Lestander
Pour les articles homonymes, voir Lestander.
Klas Ivar Vilhelm Lestander, né le 18 avril 1931 à Arjeplog et mort le 13 janvier 2023 dans la même ville, est un biathlète suédois.
Il est devenu le premier champion olympique de l'histoire du biathlon grâce à sa victoire sur l'individuel des Jeux olympiques d'hiver de 1960.

## Biographie
Klas Lestander est à l'origine charpentier de profession et est également amateur de chasse.
Se consacrant au biathlon, nouvelle discipline sportive combinant le ski de fond et le tir à la carabine, il renonce d'abord à participer aux Championnats du monde 1959 avant de répondre présent en 1960 aux Jeux olympiques de Squaw Valley. Il y remporte le premier titre olympique de biathlon de l'histoire (épreuve de l'individuel), grâce à un tir sans faute, performance inédite jusque là au niveau mondial.
Aux Championnats du monde 1961, il se classe neuvième de l'individuel mais obtient malgré tout la médaille de bronze avec l'équipe suédoise. Il prend ensuite sa retraite sportive.

## Palmarès

### Jeux olympiques
- Jeux olympiques d'hiver de 1960 à Squaw Valley :
  -  Médaille d'or de l'individuel.

### Championnats du monde
- Mondiaux 1961 à Umeå :
  -  Médaille de bronze par équipes.